# Greta Klein-Hitpaß
Greta Klein-Hitpaß (* 8. Juni 2001 in Borken) ist eine deutsche Volleyball- und Beachvolleyballspielerin.

## Karriere Halle
Klein-Hitpaß spielte bis 2017 Hallenvolleyball beim Zweitligisten SV Blau-Weiß Dingden. Anschließend wurde sie zwei Jahre am Sportinternat Münster weiter ausgebildet und spielte mit dem VCO Münster in der dritten Liga West. 2019 wechselte sie zum Zweitligisten Allianz MTV Stuttgart II, kehrte aber schon im Januar 2020 zu ihrem Stammverein nach Dingden zurück.

## Karriere Beach
2015 spielte Klein-Hitpaß ihr erstes Beachvolleyball-Turnier. 2016 wurde sie mit Linda Bock deutsche U17-Meisterin. Hauptsächlich bildete sie jedoch ein Duo mit Svenja Müller. Klein-Hitpaß/Müller nahmen in Duisburg und Sankt Peter-Ording an der Qualifikation der Smart Beach Tour teil. Auf der Techniker Beach Tour 2018 spielten sie die Qualifikation in Münster und Kühlungsborn, während Klein-Hitpaß in Düsseldorf mit Julika Hoffmann antrat. Mit Anna-Lena Grüne wurde sie deutsche Vizemeisterin der U19. Auf der Techniker Beach Tour 2019 kam Klein-Hitpaß mit Müller in Düsseldorf und mit Antonia Bartholome in Dresden jeweils auf den 13. Platz. Mit Müller wurde sie außerdem deutsche U19-Meisterin.